# Labirynt strachu
Labirynt strachu (jap. 戦慄迷宮 Senritsu meikyū) – japoński horror z 2009 roku wyreżyserowany przez Takashiego Shimizu. Wyprodukowany przez Asmik Ace.
Premiera filmu miała miejsce 17 października 2009 roku w Japonii.

## Opis fabuły
Ken (Yūya Yagira), Motoko (Ryō Katsuji), Myiu (Erina Mizuno) i Rin (Ai Maeda) nie mogą się pogodzić z zaginięciem przyjaciółki, Yuki (Misako Renbutsu). Dziewczyna zniknęła dziesięć lat temu podczas zwiedzania nawiedzonego szpitala. Pewnej nocy Yuki nagle powraca. Bliscy zabierają ją do kliniki. Okazuje się ona mroczną pułapką bez wyjścia.

## Obsada
Źródło: Filmweb
- Yūya Yagira jako Ken
- Ai Maeda jako Rin
- Misako Renbutsu jako Yuki
- Suzuki Matsuo
- Ryō Katsuji jako Motoko
- Erina Mizuno jako Myiu
- Kumi Nakamura
- Takashi Yamanaka